# إريك فيشر (متزحلق جبال الألب)
إريك فيشر (بالإنجليزية: Erik Fisher)‏ هو متزحلق جبال الألب أمريكي، ولد في 21 مارس 1985 في بويسي في الولايات المتحدة.

## وصلات خارجية
- إريك فيشر على موقع الاتحاد الدولي للتزلج (التزلج على المنحدرات الثلجية) (الإنجليزية)